# Heiki Nabi
Heiki Nabi (n. 6 iunie 1985, Kärdla, Regiunea Hiiu, Estonia) este un luptător ce a reprezentat Estonia, medaliat olimpic. A participat la 2 ediții ale Jocurilor Olimpice (2012, 2016) în care a câștigat o medalie de argint.